# Maria Sten
Maria Sten, née le 29 octobre 1989, est une actrice, écrivaine et réalisatrice danoise,. Elle a été couronnée Miss Danemark Univers en 2008 et a représenté son pays lors du concours Miss Univers 2008.

## Enfance
Sten nait le 29 octobre 1989 à Copenhague, Danemark, d'une mère danoise d'origine suédoise, Nina Sten-Knudsen (en), et d'un père congolais. Elle a huit frères et sœurs : un frère, quatre sœurs, plus deux demi-sœurs et une sœur sans lien de parenté. Elle a grandi avec une seule de ses sœurs, une sœur aînée qui est le seul autre enfant de sa mère. 
Enfant, Sten pose souvent pour sa mère qui est une artiste professionnelle,,. Elle commence à faire du théâtre à l'école puis participe à un programme de théâtre pour les jeunes à la Scandinavian Theater School.
Durant son enfance elle pratique également l'équitation, la gymnastique, le kickboxing, l'athlétisme et le piano. 
Sa taille augmentant avec l'âge, on la convainc d'essayer le mannequinat. 
Sten déménage à New York aux États-Unis à l'âge de 18 ans pour poursuivre une carrière dans les arts du spectacle.

## Carrière
Sten participe au concours mondial Miss Supertalent (en) en 2011 et est classée septième des cinquante candidates.
En février 2017 elle présente « The Courier » concours d'écriture de l'ATX Television Festival (en) et est finaliste. 
Sten a également écrit deux épisodes de la série Big Sky de David E. Kelley, et a écrit, réalisé et produit les courts métrages Wild Things Run Free et When It Burns,. 
En 2018 Sten est nommée sur la liste Young & Hungry du Tracking Board qui présente les 100 meilleurs nouveaux écrivains parmi les plus influents d'Hollywood.
En tant qu'actrice, Sten  joue le rôle principal de Jillian Hope Hodgson dans la quatrième saison de l'émission télévisée Channel Zero : The Dream Door. Elle interpréte Liz Tremayne dans la série télévisée Swamp Thing de DC Universe, qui met également en vedette Crystal Reed.
Depuis 2022, elle joue le rôle de Frances Neagley dans la série Reacher. Une série dérivée sur son personnage est également en développement.

## Filmographie

### Cinéma
- 2014 : I'm Good : Kia (court-métrage)
- 2015 : NWA: Straight Outta Compton : petite-amie (non créditée)
- 2019 : Emmanuel and Me : Christina

### Courts métrages
- 2015 : Mellow Peaches
- 2015 : The Comments : la femme de la piscine
- 2015 : Dream... : The Boss
- 2016 : When it burns : Kate (aussi productrice exécutive, réalisatrice et scénariste)
- 2016 : Kessi Blue : Robin C. (aussi productrice déléguée)
- 2017 : Wild Things Run Free : La femme (aussi réalisatrice, productrice et scénariste)
- 2017 : Book Trader : Cassandra

### Télévision
- 2012 : The Doctors : femme dans la chambre (épisode : « Secrets to Look & Feel Better Naked » ; dans le rôle de Maria Sten-Knudsen)
- 2012 : Eros.Emmanuel and Me : Christina
- 2014 : Celebrity Crime Files : Angela Davis (épisode: « The Black Panthers »)
- 2014 : Out the Box : Maria (épisode: « These hands »)
- 2018 : Channel Zero : Jillian Hope Hodgson (rôle principal, six épisodes)
- 2019 : Swamp Thing : Liz Tremayne (rôle principal, dix épisodes)
- 2021 : Big Sky : scénariste (épisode « The Wolves Are Always Out for Blood »)
- 2022 - : Reacher : Frances Neagley (rôle principal, douze épisodes)

### Web
- 2015 : Persuasion : Terry (rôle principal, neuf épisodes)
- 2022 : Narcissa : Andie (rôle principal, huit épisodes)[14]

### Productrice
- 2015 : In the Still of the Night (court-métrage)